# Pseudanapis serica
Espèce
Pseudanapis serica est une espèce d'araignées aranéomorphes de la famille des Anapidae.

## Distribution
Cette espèce est endémique de Hong Kong en Chine,.

## Description
La femelle holotype mesure 0,92 mm.

## Publication originale
- Brignoli, 1981 : New or interesting Anapidae (Arachnida, Araneae). Revue suisse de Zoologie, vol. 88, p. 109-134 (texte intégral).